# يو إف سي ليلة القتال: أوفيريم ضد فولكوف
يو إف سي ليلة القتال: أوفيريم ضد فولكوف (بالإنجليزية: UFC Fight Night: Overeem vs. Volkov)‏ هو حدث لفنون القتال المختلطة نظمته يو إف سي، أُقيم في 6 فبراير 2021، على يو إف سي أبيكس في إنتربرايز، نيفادا، وهي جزء من منطقة لاس فيغاس الحضرية، الولايات المتحدة.